# Àlex Carbonell
Àlex Carbonell Vallès (San Cugat del Vallés, Barcelona, 15 de septiembre de 1997) es un futbolista español que juega como centrocampista en el Almere City F. C. de la Eredivisie.

## Trayectoria

### Inicios
Comenzó en la escuela del F. C. Barcelona y, tras dos años, ingresó al fútbol base culé en donde jugaba como lateral derecho, pese a haber ganado varios títulos como la División de Honor con el Alevín "A" en 201. Durante el verano se le informó de que no estaba al nivel necesario para poder continuar en La Masía, por lo que le dieron de baja. 
Se incorporó a las categorías inferiores de la U. E. Cornellà y fue ahí donde explotó como futbolista, ahora jugando como mediapunta. Durante dos años deslumbró en el centro del campo con su técnica y asociación, lo que le llevó en 2013 de vuelta a Can Barça para unirse al Juvenil B del F. C. Barcelona.
En el equipo de Francisco García Pimienta tomó rápidamente protagonismo en el interior de la zaga, pero a medida que la campaña avanzaba comenzó a jugar como extremo para acabar como delantero centro. Pese a no haber sido nunca un goleador se convirtió en el máximo anotador del equipo, siendo vital en el juego.

### F. C. Barcelona "B"
El 29 de agosto de 2015, con 17 años, debutó con el Fútbol Club Barcelona "B" de Gerard López en la Segunda División B en la 2.ª jornada del campeonato ante el C. F. Pobla de Mafumet, entrando en el minuto 84' es sustitución de Juan Antonio Ros. El encuentro acabaría sin goles. En la Copa Cataluña, el 11 de noviembre se disputó la semifinal frente al Girona F. C. entrando en el 61' y resultaría decisivo pues en el 84' marcando el gol que le daría la clasificación para la final al filial culé. En abril, en la jornada 34.ª, volvió a participar con el equipo, esta vez jugando toda la segunda parte contra el Atlético Baleares.
La temporada 2016-17 no tuvo mucha regularidad pero sí bastante participación en el equipo de Gerard López, participando en un total de 22 encuentros de Liga y 1 de la promoción de ascenso a Segunda, en la que finalmente el F. C. Barcelona "B" logró ascender. El 29 de octubre logró su primer gol como profesional ante la UE Llagostera. En esta misma temporada llegó su debut en el primer equipo del F. C. Barcelona, de la mano de Luis Enrique, siendo titular en la ida de los dieciseisavos de final de la Copa el Rey. Fue el 30 de noviembre de 2016, con 19 años, en el estadio José Rico Pérez frente al Hércules C. F. con resultado final de 1-1.

### C. F. Reus Deportiu
La 2017-18 fue traspasado con 19 años al C. F. Reus dirigido por Aritz López Garai. Debutó en la Segunda División el 20 de agosto en la 1.ª jornada frente al C. D. Lugo, pero una inoportuna lesión le dejó sin participar nuevamente hasta la 9.ª jornada. Pasó a tener mucha participación, incluso como titular, en la parte central del campeonato pero en la recta final del campeonato, los últimos tres meses, su participación fue menor y el equipo logró salvar la categoría. En total participó en 20 jornadas de las 42 que tenía el campeonato.
La temporada 2018-19 a las órdenes de Xavier Bartolo fue muy convulsa. Empezó con bastante participación, marcando incluso un gol en la 3.ª jornada contra el Elche C. F. en el Martínez Valero, pero no alcanzó regularidad y su participación fue descendiendo. Esto unido a los problemas administrativos del club propiciaron su salida en el mercado de invierno, tras 13 participaciones en Liga y 2 en Copa del Rey. 

### Córdoba C. F.
En enero de 2019 firma hasta final de la temporada 2018-19 por el Córdoba C. F. de Segunda División. No pudo ser convocado hasta mediados de febrero, y debutó el 24 de febrero frente a la U. D. Almería en el Juegos Mediterráneos, justo en la derrota por 3-1 que supuso la destitución del técnico Curro Torres. Fue titular el 10 de marzo frente al Extremadura U. D. con el nuevo técnico Rafa Navarro Rivas, pero su participación siguió siendo muy irregular alternando titularidades con suplencias, e incluso quedándose fuera de la convocatoria en seis ocasiones. En total participó en 9 partidos con el club cordobés y no pudo evitar el descenso de categoría.

### Valencia Mestalla
En marzo de 2019 ya tenía un acuerdo con el Valencia Club de Fútbol para firmar por equipo filial del club che en verano, el Valencia Mestalla, como uno de los jóvenes talentos que el director deportivo Pablo Longoria estaba buscando en el fútbol español.

### Experiencias en el extranjero
En verano de 2019 se hizo oficial su cesión al Fortuna Sittard de la Eredivisie holandesa a las órdenes el técnico Sjors Ultee. Debutó en la 1.ª jornada el 4 de agosto siendo titular en la derrota por 4-0 frente al AZ Alkmaar. Repitió titularidad en la 2.ª jornada frente al Heracles Almelo pero luego una lesión de tobillo le tuvo alejado de los terrenos de juego hasta finales de octubre. Desde entonces siguió participando en todos los partidos del equipo, aunque solo en 4 ocasiones como titular. En total participó en 21 partidos oficiales hasta el parón de la competición por la pandemia de COVID-19.
En el verano de 2020 hizo la pretemporada con el Valencia Mestalla de Óscar Fernández pero en septiembre se desvinculó del club y firmó libre por el F. C. Lucerna de la Superliga de Suiza.

### Regreso a España
Tras una temporada en Suiza, en julio de 2021 regresó al fútbol español para jugar en el R. C. Celta de Vigo "B". Después de ese año en Vigo, inició su tercera etapa en el F. C. Barcelona para jugar nuevamente en el filial hasta junio de 2023. Al término de la temporada, donde se afianzó como titular, se incorporó a la S. D. Amorebieta de la Segunda División.

## Estadísticas

### Clubes
Actualizado al último partido disputado el 3 de noviembre de 2024.
| Club                             | Div.          | Temporada     | Liga  | Liga  | Copas nacionales | Copas nacionales | Copas internacionales | Copas internacionales | Total | Total |
| Club                             | Div.          | Temporada     | Part. | Goles | Part.            | Goles            | Part.                 | Goles                 | Part. | Goles |
| -------------------------------- | ------------- | ------------- | ----- | ----- | ---------------- | ---------------- | --------------------- | --------------------- | ----- | ----- |
| F. C. Barcelona "B" · España     | 2.ª B         | 2015-16       | 2     | 0     | ―                | ―                | ―                     | ―                     | 2     | 0     |
| F. C. Barcelona "B" · España     | 2.ª B         | 2016-17       | 23    | 2     | ―                | ―                | ―                     | ―                     | 23    | 2     |
| F. C. Barcelona · España         | 1.ª           | 2016-17       | 0     | 0     | 1                | 0                | 0                     | 0                     | 1     | 0     |
| F. C. Barcelona · España         | Total club    | Total club    | 0     | 0     | 1                | 0                | 0                     | 0                     | 1     | 0     |
| C. F. Reus Deportiu · España     | 2.ª           | 2017-18       | 19    | 0     | 0                | 0                | ―                     | ―                     | 19    | 0     |
| C. F. Reus Deportiu · España     | 2.ª           | 2018-19       | 13    | 1     | 2                | 0                | ―                     | ―                     | 15    | 1     |
| C. F. Reus Deportiu · España     | Total club    | Total club    | 32    | 1     | 2                | 0                | 0                     | 0                     | 34    | 1     |
| Córdoba C. F. · España           | 2.ª           | 2018-19       | 9     | 0     | 0                | 0                | ―                     | ―                     | 9     | 0     |
| Córdoba C. F. · España           | Total club    | Total club    | 9     | 0     | 0                | 0                | 0                     | 0                     | 9     | 0     |
| Fortuna Sittard · Países Bajos   | 1.ª           | 2019-20       | 17    | 0     | 2                | 0                | ―                     | ―                     | 19    | 0     |
| Fortuna Sittard · Países Bajos   | Total club    | Total club    | 17    | 0     | 2                | 0                | 0                     | 0                     | 19    | 0     |
| F. C. Lucerna · Suiza            | 1.ª           | 2020-21       | 9     | 0     | 0                | 0                | ―                     | ―                     | 9     | 0     |
| F. C. Lucerna · Suiza            | Total club    | Total club    | 9     | 0     | 0                | 0                | 0                     | 0                     | 9     | 0     |
| R. C. Celta de Vigo "B" · España | 1.ª F         | 2021-22       | 34    | 0     | ―                | ―                | ―                     | ―                     | 34    | 0     |
| R. C. Celta de Vigo "B" · España | Total club    | Total club    | 34    | 0     | 0                | 0                | 0                     | 0                     | 34    | 0     |
| F. C. Barcelona Atlètic · España | 1.ª F         | 2022-23       | 37    | 0     | ―                | ―                | ―                     | ―                     | 37    | 0     |
| F. C. Barcelona Atlètic · España | Total club    | Total club    | 62    | 2     | 0                | 0                | 0                     | 0                     | 62    | 2     |
| S. D. Amorebieta · España        | 2.ª           | 2023-24       | 31    | 0     | 1                | 0                | ―                     | ―                     | 32    | 0     |
| S. D. Amorebieta · España        | Total club    | Total club    | 31    | 0     | 1                | 0                | 0                     | 0                     | 32    | 0     |
| Almere City F. C. · Países Bajos | 1.ª           | 2024-25       | 6     | 0     | 1                | 0                | ―                     | ―                     | 7     | 0     |
| Almere City F. C. · Países Bajos | Total club    | Total club    | 6     | 0     | 1                | 0                | 0                     | 0                     | 7     | 0     |
| Total carrera                    | Total carrera | Total carrera | 200   | 3     | 7                | 0                | 0                     | 0                     | 207   | 3     |

## Palmarés

### Títulos nacionales
| Título        | Club          | País  | Año  |
| ------------- | ------------- | ----- | ---- |
| Copa de Suiza | F. C. Lucerna | Suiza | 2021 |